# Högsta vinsten (film, 1924)
Högsta vinsten är en svensk film från 1924 i regi av Hellwig F. Rimmen. 

## Om filmen
Filmen premiärvisades 6 oktober 1924 på biograf Skandia i Lund. Filmen spelades in i Lund av Hellwig F. Rimmen. 

## Roller
- Kay Lauridsen – John Ek, student
- Hilma Bolwig – Maggie Frisch
- Nils Carlberg – Sten Klang, student
- Britta Hellman – Bojan Asp
- Algot Larsson – Georg Hult, student
- Irma Machnov – Greta Wulff
- Victor Hallin – N:r 2 Johansson, stadsbud
- Mim Ekelund